# Nasavrky (Tábori járás)
Nasavrky település Csehországban, a Tábori járásban. Nasavrky Radkov, Radimovice u Tábora, Svrabov és Tábor településekkel határos. Lakosainak száma 95 fő (2024. január 1.).

## Népesség
A település lakosságának változását az alábbi diagram mutatja:
| Lakosok száma | 88   | 100  | 98   | 84   | 34   | 30   | 101  | 102  | 94   | 95   |
|               | 1869 | 1890 | 1921 | 1950 | 1980 | 2001 | 2017 | 2019 | 2022 | 2024 |